# Susan Polgar
Susan Polgar, née Polgár Zsuzsanna (Zsuzsa) le 19 avril 1969 à Budapest (Hongrie), est une joueuse d'échecs américaine d'origine hongroise, membre du bureau exécutif de la Fédération américaine d'échecs depuis le 26 juillet 2007. Elle se consacre actuellement à la promotion des échecs auprès des enfants, notamment des jeunes filles, à travers le Centre d'échecs Polgar et la Fondation Susan-Polgar. Fille de László Polgár, elle est la sœur aînée de Zsófia et Judit, également joueuses d'échecs de premier plan.

## Biographie et carrière

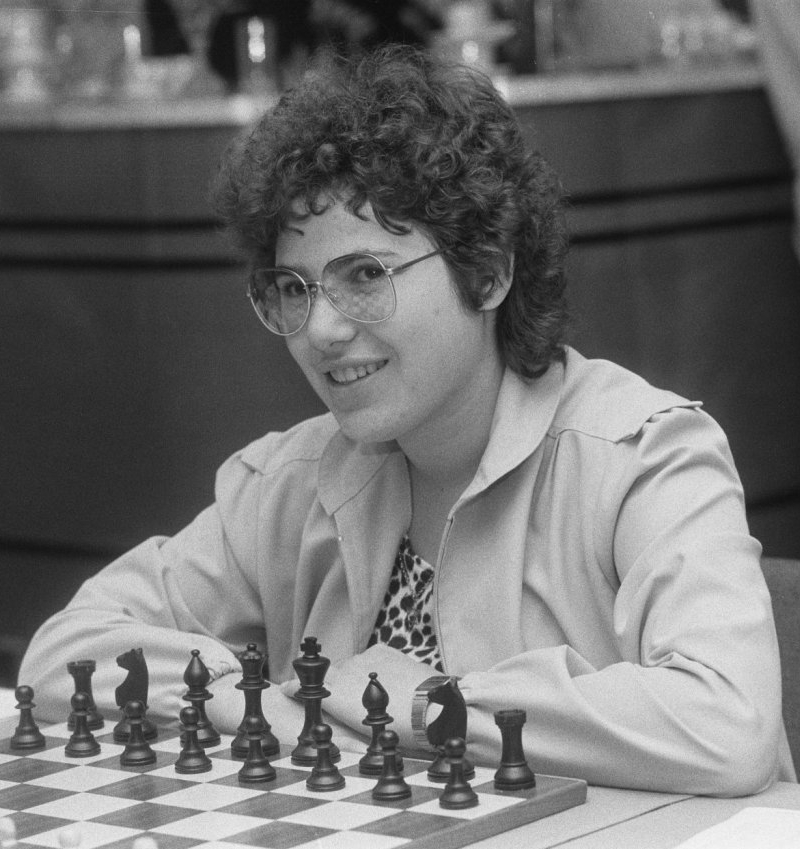
Susan Polgar en 1985.

Susan Polgar est née et elle a grandi à Budapest. Avec ses sœurs Judit et Zsófia, elle a appris à jouer aux échecs dès son plus jeune âge, sous l'initiative de son père László Polgár. Ses parents étaient des pédagogues et ils ont choisi un système d'éducation à la maison. Ils utilisaient l'espéranto comme langue maternelle et privilégiaient la pratique des échecs (et le tennis de table). Ils interdisaient à leurs filles de participer à des tournois exclusivement féminins.
En juillet 1984, âgée alors de quinze ans, elle est la joueuse d'échecs numéro 1 du classement de la Fédération internationale des échecs.
En 1986, Susan Polgar finit deuxième ex æquo du championnat national (mixte) et était à ce titre sélectionnée pour représenter la Hongrie au tournoi zonal, tournoi de sélection dans le cycle des candidats au championnat du monde mixte, qui devait se disputer l'année suivante. En 1987, la Fédération hongroise d'échecs décida qu'aucune femme ne serait envoyée pour participer au tournoi zonal. Pour cette raison Susan Polgar n'a pas pu participer au tournoi qui était organisé à Varsovie en février 1987.
Elle décroche le titre de grand maître international (titre mixte) en 1991.
En 1993, elle décide de participer au championnat mondial féminin, cependant, elle n'obtient pas la victoire. Lors du match des candidates, elle affronte Nana Iosseliani. Le match se termine par l'égalité 6 à 6. Un tirage au sort est organisé pour déterminer laquelle deux candidates affronterait la championne du monde Xie Jun et Iosseliani est sélectionnée. 

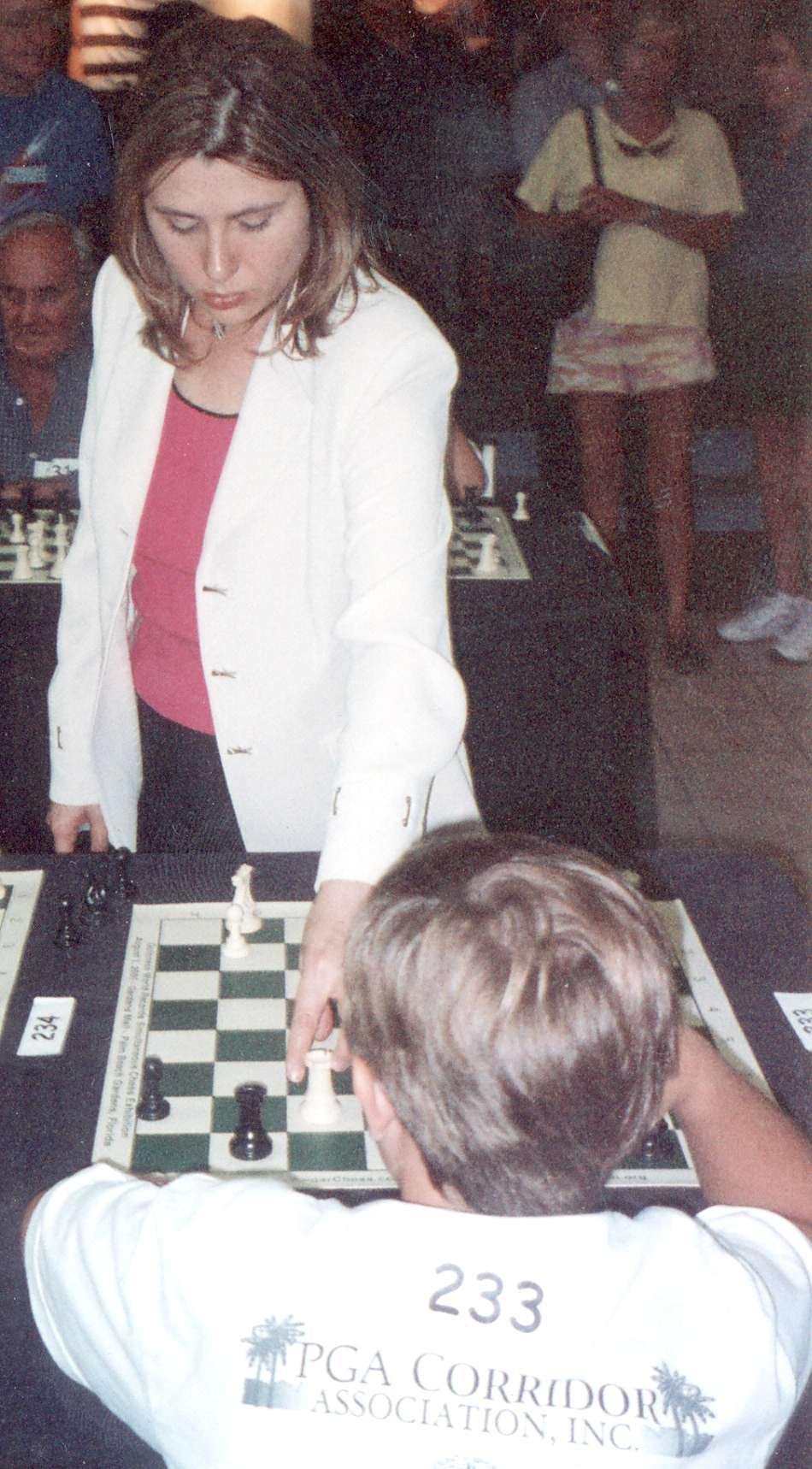
Susan Polgar lors d'une partie simultanée en 2005.

Elle remporte le championnat du monde féminin d'échecs en 1996 contre Xie Jun.
Depuis 1997, elle reste en retrait des compétitions internationales. Elle accouche d'un enfant en mars 1999 et demande un report du match qu'elle doit disputer contre sa challenger Xie Jun. Ce délai lui est refusé et Susan Polgar, qui refuse les conditions qui lui sont imposées, perd son titre.
Elle est brièvement réapparue au classement Elo de la FIDE en janvier 2005, et son classement de 2 577 l'a placée en deuxième place mondiale du classement féminin, derrière sa sœur Judit et devant Xie Jun.
Après avoir habité à Forest Hills, dans le Queens, elle réside désormais à Lubbock, au Texas.
Elle a fait partie de l'équipe des commentateurs officiels lors du championnat du monde d'échecs 2013 qui a vu la victoire du Norvégien Magnus Carlsen contre l'Indien Viswanathan Anand.